# 2024年1月澳門
2024年1月澳門是指澳門在2024年1月發生的重大新聞事件。

## 1月1日
- 多處舉行迎接2024年來臨活動，文化局分別在西灣湖廣場及氹仔龍環葡韻舉行除夕倒數晚會；在踏入0時一刻，澳門旅遊塔頂上發放煙火，照亮新一年的澳門夜空[1]。
- 行政長官賀一誠發表2024年元旦賀詞[2]。
- 澳門旅遊局推出香港國際機場直達澳門免費客車票務優惠，鼓勵訪港之國際及台灣地區旅客延伸行程至澳門，促進港澳聯遊發展，並進一步拓展國際客源[3]。
- 第146/2023號行政長官批示正式實施，規定澳門禁止進口不可降解一次性塑膠餐碟、杯及一次性發泡膠食品托盤[4]。
- 《修改第5/2020號法律〈僱員的最低工資〉》法案正式生效，澳門最低工資時薪增至34元，月薪由6,656元調升至7,012元[5]。
- 修改《行政長官選舉法》正式生效，核心是進一步落實「愛國者治澳」，要求特首參選人、選委參選人以至選管會成員都必須擁護《基本法》和效忠特區政府[6][7][8]。
- 凍薪三年的澳門公務員正式加薪，薪俸點由91元增至94元[9]。
- 治安警察局公佈元旦正日截至當天23:59，錄得超過58萬人次經各口岸出入境，其中旅客超過24.2萬人次，入境旅客約8.5萬人次，主要經關閘及港珠澳大橋入境澳門；三日連假共錄得超過194萬人次出入境，入境旅客近40萬人次[10]。

## 1月2日
- 澳門新街坊舉行「現房首簽暨交房即發證」活動儀式，成為橫琴粵澳深度合作區首個「現房交房即發證」的民生項目[11]。
- 澳門輕軌股份有限公司公佈，澳門輕軌氹仔線自延伸過海至媽閣站後，於2023年12月日均載客量為1.39萬人次，全月約43.09萬人次搭乘。較2023年11月的日均6,500人次上升1.13倍，更與2021年12月同比更大增5.78倍[12]。

## 1月4日
- 行政公職局公佈“澳門公共服務一戶通”於1月1日已突破56萬用戶，並將新增兩個項目，當中為商企和社團服務的“商社通”將於月內推出[13]。
- 一名16歲中國大陸籍男性中學生受僱來澳當「換錢黨」，並以練功券騙客，於1月2日企圖以練功券騙取客人十三萬多元人民幣時，當場被客揭發，報警將之拘捕。由於客人已轉帳付款，澳門司警正追查背後的犯罪集團及款項下落[14]。
- 文化發展基金將雅文湖畔判給「澳門中國旅行社股份有限公司」，每月需付租金為二十萬元，租賃期為五年。原有的殘疾人士文創禮品店及職訓售賣點、澳門特色菜餐館等已於2023年下半年結業[15]。

## 1月5日
- 運輸工務司罕有發文，嚴正批評有立法議員林宇滔斷章取義有關氹仔線電子故障問題審計報告內容，在一知半解下憑直覺臆測去不實評論輕軌工作，挑起社會質疑該範疇部門誠信，嚴重影響政府工作，運輸工務司強烈譴責有關行為。該司強調部門資料不存在被「消滅」、要「還原」，而供應商三菱的輕軌系統材料也滿足標書要求[16]。
- 筷子基威翠花園一單位於傍晚發生火警，火勢一度猛烈，消防升起雲梯射水撲火，十二樓一單位房間燒毀，初步懷疑拖把電線短路引致，過百住戶需要疏散，一名77歲男住戶疏散時於梯間跌傷面部，送院治理[17]。
- 一名40歲中國大陸外地僱員涉嫌過界工作駕駛輕型貨斗車於司打口一帶街口無讓先，撞上一名治安警員，警員背部和手部受傷送院。貨斗車男司機通過酒精測試，懷疑貨斗車街口無讓先引致，並涉及過職工作跟進處理[18]。

## 1月7日
- 友誼大橋中午發生三車連環相撞事故，涉及一部旅遊巴、正在行走34路線的新福利巴士和一輛貨車，貨車男司機，巴士男司機和九名巴士乘客（二男七女）受輕傷送院治理，年齡介乎30至73歲。治安警察局初步調查，旅遊巴和公共巴士在紅綠燈位前停車等候期間，尾隨而至的貨車撞向公共巴士車位，導致公共巴士再撞向前面的旅遊巴車位。貨車車頭和公共巴士車尾撞毀，玻璃碎片散布路面，警方懷疑貨車沒有與前車保持安全距離引致[19]。

## 1月8日
- 澳門立法會舉行口頭質詢大會，運輸工務司司長羅立文回應多位議員就澳門輕軌問題提出質詢[20]。他表示輕軌東線會調整設計延伸到關閘、青茂口岸，造價方面將超過120億澳門元。表明石排灣線及橫琴線不會直判給港鐵（澳門）營運，並希望未來主要由輕軌公司負責營運。公交政策則以“輕軌為主、巴士為輔”，至於引入“二維碼”支付輕軌車資因涉及更換閘機；巴士輕軌轉乘優惠因“傾唔掂”，兩者則於短期內無法實行[21]。
- 社會文化司司長歐陽瑜表示，澳門協和醫院將分三階段開放，首階段預計在三月，包括部份專科門診及檢查科室等，六月是次階段，九月則是第三階段，而待全部門診科室完備後，就開放救護車送其急診[22]。至於福隆新街步行區活化計劃方面，歐陽瑜表示計劃帶動新馬路周邊人流，冀將該步行區恆常設置，發展夜經濟[23]。
- 央視新聞披露周焯華案跨境賭博犯罪集團骨幹張寧寧等人所涉的三起案件，於2022年8月受審。周焯華以佣金、分紅為誘餌，利誘他人擔任代理，並通過這些代理在境內組織、招攬中國公民前往境外太陽城賭廳參與賭博或跨境網絡賭博[24]。
- 為配合《海域管理綱要法》之實施，澳門特區政府公佈最新的《澳門特別行政區海岸線圖》，經對最新海岸線測量數據進行統計，澳門特別行政區最新的海岸線全長79.5公里，對比2018年公佈的海岸線長度增加了2.8公里[25]。

## 1月9日
- 澳門立法會繼續舉行全體會議進行口頭質詢。間選議員葉兆佳關注到政府會否仿傚香港特區政府推行債券刺激本地經濟，經濟財政司司長李偉農回應質詢時指，澳門特別行政區財政穩健，如果單純以財務上考慮，現階段沒有透過發行政府債券向外籌措資金的需要。然而，不排除日後有可能會為非財務上的需要發行政府債券[26]。產假補貼研究方面，李偉農指出相關研究已經完成，並強調，會適時推進有關工作[27]。
- 直選議員李振宇對智慧城市建設提出口頭質詢，行政法務司司長張永春表示月內將推出面向政府公務員的「公務通」，該電子平台作用之一是可聯通整合七十多個政府部門的數據並可視化，輔助政府領導官員決策[28]；對於議員李良汪關注《公共地方總規章》修訂進度，張永春指出現階段不具條件、不需要全面檢討修訂，政府傾向是抽部份出來獨立處理、完善，例如會把公共道路開挖和重鋪等管理另訂專門法規[29]。
- 專門以商企和社團為服務對象的電子平台─“商社通”正式推出。啓用初期提供七十八項常用政府網上服務，設有四大專區：「社團專區」、「准照續期服務」、「一站式」、「一件事」，方便企業和社團辦理綜合政務[30]。
- 雀仔園街市完整整治及設施優化後正式對外重開。內部共設18個攤位，原有13個肉檔、魚檔、凍肉檔及菜檔同日恢復營業，整體運作暢順。餘下5個攤檔正進入審標階段[31]。

## 1月10日
- 治安警察局揭發一宗同一家族成員涉嫌互相假結婚騙取澳門居留權案，又揭發家族成員找來香港居民冒認初生兒的生父，騙取香港居留資格，案中共涉及九名家族成員，當中二人為未成年男童，警方拘捕四名涉案人士，正追緝其他在逃人士[32]。
- 青洲山部分山林包括古樹遭受白蟻侵害。市政署回應稱，私家地內的樹木保護保育由業權人負責，有困難署方可提供支援，但暫未收到對方求助[33]。另外，市政署計劃重整青洲及台山一帶共十處休憩區，重新規劃康樂與休憩設施空間的布局，冀讓各休憩區構成整體功能互補，滿足北區居民需求[34]。
- 澳門航空開通澳門國際機場往返馬來西亞吉隆坡國際機場的航線[35]。
- 九澳聖母村及九澳康復醫院一帶交通持續不完善，只有一條21A路線來往，路線迂迴引致乘客們出入不便，有居住九澳院舍家屬直指來回車程更達三小時，尖峰時段更出現車輛擠擁和交通擠塞情況[36]。澳門立法會直選議員李靜儀提出書面質詢，促請當局改善往返九澳的公共交通安排，加開巴士特班車，或增設快線並善用九澳隧道，繁忙時段增班分流乘客[37]。

## 1月11日
- 澳門立法會通過多個法律草案，包括一般性通過《公共採購法》法案[38]；《修改〈澳門特別行政區廉政公署組織法〉》法案獲立法會全票一般性通過，修改重點包括：經濟財務犯罪（如洗黑錢）納廉署調查權限；完善對外貿易行賄行為的調查權限；訂明具權限推動公私部門廉潔管理；明確對公共部門的現場跟進查察、「再度審查制」（即回頭看）等機制，並接收人員違法違紀資訊等[39]。《取得非首個居住用途不動產的印花稅》更名為《取得第三個或以上居住用途不動產的印花稅》法案獲細則性通過，生效日期將自公布後翌日後生效，生效後九十日內須以行政長官批示重新公布法律全文[40]。《汽車登記制度》法案亦在立法會細則性通過，由2023年2月1日起實現汽車登記全程電子化[41]。
- 在澳門立法會議程前發言上，間選議員葉兆佳提議引客入區，包括仿傚香港的「夜饗樂」計劃，向旅客派發民生區旅遊體驗券，幫扶民生區經濟。議員林宇滔及馬耀鋒促請政府改善澳門輕軌問題，其中林宇滔促請政府明確落實巴士與輕軌之間的轉乘優惠，對未來輕軌營運上落實全盤規劃；馬耀烽促請當局嚴格把關後續輕軌興建工程並符合驗收標準，同時加快輕軌服務批給合同的研究工作[42]。
- 德晉集團前主席陳榮煉不法賭底面及洗黑錢案，中級法院作出裁決，裁定陳榮煉等五名被告上訴部分得直，(相當巨額)詐騙罪名不成立，多名被告因此獲減刑一年[43]。

## 1月12日
- 央視報道披露一名在橫琴粵澳深度合作區工作的本地公職人員揭發一宗境外間諜案。行政法務司司長張永春被問及該案時坦言，他們也是從媒體得悉事件，並強調本地居民包括公務員在內地有維護國家安全的義務[44]。
- 澳門特別行政區行政會宣布完成討論《修改第16/2003號行政法規〈修改飲食及飲料場所發牌程序〉》行政法規草案，由1月25日起推出新飲食及飲料場所發牌程序，除縮短部門發表意見期限、消防驗收納入一站式程序外，更新增工程預先准照制度，冀可解決業界「交空租、等動工」兩老大難問題[45]。《「澳門歷史城區」保護及管理計劃》正式面世，由6月1日起生效，府有責任落實《文化遺產保護法》的規定，訂定其保護及管理計劃。持續與國家文物局、世界遺產中心及相關國際組織等溝通及徵詢意見，經多次諮詢意見及修訂後，制定該行政法規[46]。《零售鮮活食品場所的登記制度》行政法規草案完成討論，自2月1日起生效，零售鮮活食品（蔬菜、肉類或漁獲）場所規管由現行准照制度改為登記制度，登記場所毋須再每年續牌[47]。行政會昨宣布完成討論《修改第4/1999法律〈就職宣誓法〉》法律草案，將送交立法會審議；建議若故意宣讀與法定誓詞不一致，或以任何不真誠、不莊重的方式宣誓，都視為拒絕宣誓，即喪失就任資格，不得重新宣誓[48]。政府完成配套同日生效的《警察總局的組織及運作》行政法規修改，將10月29日定為「澳門特別行政區警察總局日」[49]。

## 1月14日
- 澳門大學舉行開放日，校長宋永華透露，澳大在國家有關部門支持及特區政府推動下，正籌備在橫琴建設新校園，面積將是現時澳大的一半，推出醫學、新工科、微電子、物聯網、人工智能、機械人及量化金融科技等系列課程。並獲准設立澳大橫琴高等研究院，進一步推進產學研結合[50]。

## 1月15日
- 因應往返九澳康復醫院及九澳聖母村的需求，往返石排灣公屋群至九澳的15S1路線巴士正式開設，但被批評侯車時間長、仍存在不便和政府部門處事“亂作為”[51][52]。
- 澳門特別行政區政府舉行「關於澳門賽馬股份有限公司經營賽馬專營批給合同」的新聞發布會，宣佈與澳門賽馬會簽署文件由4月1日起結束賽馬專營權，並自該日起終止賽馬活動。[53][54]。澳門賽馬會表示，提早結束合同原因是一直虧損，已經到了難以繼續「馬照跑」的地步，結束營運實是不得不作的艱難決定，對此深感遺憾[55]。
- 按照解除批給合同的文件，澳門賽馬會承諾將依法妥善處理受影響員工的勞動權益事宜，以及在2025年3月31日前將現有的馬匹妥善轉運到外地。此外，為了在上述過渡期內妥善安置馬匹，在解除合同後，澳門特區政府會將現有氹仔馬場的設施暫時提供給澳門賽馬公司使用，以便該公司能在期限前將現有的馬匹有序分批轉運到其他地方[56]。
- 行政法務司司長張永春表明在收回氹仔馬場土地後，主要用作設置旅遊項目及相關服務，為旅客提供綜合式旅遊體驗，並改善旅遊娛樂設施的承載力等；同時無意在原址繼續經營賽馬活動及興建幸運博彩用途。至於馬會地段早年曾分割周邊地塊，部份建成如澳門羅斯福酒店、豪宅星玥等，張永春回應稱，有關地段早在澳門回歸前已批給確定，是獨立於氹仔馬場土地登記以外，故與今次政府收回相關土地無關，不受影響[57]。
- 一名70歲男子因曾遇投資詐騙損失八十萬元後，疑不滿澳門司警的調查及檢察院的審理結果，前日下午帶同易燃液體先後到司警局和檢察院縱火，並準備再到其他政府部門和特首辦縱火，澳門司警迅速於疑犯再往其他地點縱火途中將之拘捕。他承認對社會不滿而犯案[58]。

## 1月16日
- 助理檢察長江志涉貪案宣判，被裁定受賄作不法行為罪、瀆職、洩密、財產來源不明罪等五十六項罪名成立，數罪併罰判處17年徒刑，及充公1,400萬元來歷不明財產。第二被告、商人蔡秀英和第三被告吳懷珠的受賄作不法行為罪、洩密等罪成，分別被判處14年和6年徒刑，而第四被告任職律師的關凱倫，基於疑點利益歸被告獲判無罪，當庭釋放[59]。
- 博彩監察協調局公布2023年第四季度娛樂場幸運博彩收入達541.12億澳門元，按季增加10.86%，按年則增加4.21倍。期內貴賓博彩收入達到127億元，創2019年疫情以來最高。賽馬項目於2023年第四季度收入只有800萬元[60]。
- 位於新城E區的治安警察局新總部大樓及特警隊新大樓竣工，並提前45個工作天完成。大樓於2021年1月動工，面積約7,000平方米，由三座建築物組成，樓高九層及附設兩層地庫停車場，總建築面積約八萬平方米。按兩個部門的業務運作需要，大樓設有行動指揮室、999行動中心、新聞發布室、全澳城市電子監察系統設備室、多功能用途室、槍械儲存室、拘留倉以及辦公室等，亦包括操練場等共用空間[61]。
- 澳氹第四條跨海大橋完成徵名活動，公共建設局共收到5,703名居民參與並提共超過14,400多個建議名稱，將由評選委員會進行評選[62]。

## 1月17日
- 「澳門半島南岸海濱綠廊」第二期設計方案公開，規劃範圍由嘉樂庇總督大橋新城B區西側至近融和門一段海岸，計劃建造親子遊樂、休閒康體和親水功能等一系列設施和空間。項目爭取於同年年底動工，工期預計2年[63]。二期設施包括建造大型海濱休閒康樂空間，內有包括澳門半島首條單車徑、仿東望洋賽道的親子踏車場、綜合滑板場、釣魚區及親水階梯等等設施，其中多功能廣場可於春節期間舉行爆竹煙花燃放區用途，廣場空間可舉辦活動及支援美食節舉行[64]。
- 「澳門半島南岸海濱綠廊」第二期不包括融和門，政府會繼續對其圍封，沒有重開時間，將留待推進第三期──由二期延伸至媽閣時再去考慮。另擬於媽閣交通樞紐興建一條行人天橋連接岸邊[65]。為配合工程進行，涉部份巴士公司臨時巴士停泊區外，還有在旅遊塔旁、全澳唯一全天候開放的戶外球場，後者將要停用取消，相關停泊區將會重新規劃[66]。
- 一名中國大陸女遊客於當天下午在金蓮花廣場違法放無人機，其間無人機失控墜機，跌落金蓮花雕塑的頂部，最終驚動大批消防員爬梯撿回無人機。由於這名女子涉嫌違反《澳門空中航行規章》有關無人機放飛活動限制，警方就事繕立筆錄，交民航局處理[67]。
- 第二十二屆澳門城市藝穗節開幕，文化局計劃於新春佳節期間於六個歷史片區舉行慶祝活動，同時按計劃徵集澳門國際幻彩大巡遊參與團體[68]。
- 交通事務局於1月22日起推出自助領證機領取駕駛證照的試行計劃，首階段適用於透過“一戶通”網上辦理的澳門駕駛執照及特別駕駛許可證的續期服務，於交通事務局馬交石大樓試行申請[69]。

## 1月18日
- “經濟發展委員會2024年第一次全體大會”召開，大會由經濟發展委員會主席、行政長官賀一誠主持。會上經濟發展委員會副主席、經濟財政司司長李偉農介紹了目前澳門的經濟情況，多位元委員對近日發佈的《橫琴粵澳深度合作區總體發展規劃》及《關於支持橫琴粵澳深度合作區放寬市場准入特別措施的意見》提出了意見和建議[70]。
- 澳門特別行政區與珠海市及橫琴粵澳深度合作區的司法部門共同簽署《澳門特別行政區政府法務局 珠海市司法局 橫琴粵澳深度合作區法律事務局法律事務緊密合作備忘錄》。這是三方法律部門首份簽訂的合作備忘錄，當中訂立了三方在立法交流、法律援助、法治宣傳、人才培養等領域的合作，並建立聯席會議機制，進一步推動區域法律事務融合發展，促進跨境法治環境融合和涉外法律服務銜接，貫徹落實《粵港澳大灣區發展規劃綱要》和《橫琴粵澳深度合作區建設總體方案》[71]。
- 位於市中心的新中央酒店工程已進入最後階段。新入主的集團表示，酒店走精品懷舊路線，計劃於該年三月重開試營運，將提供過百間客房[72]。
- 澳門旅遊局公佈於春節期間兩場花車巡遊及三場煙花匯演歡度佳節[73]。
- 海事及水務局通報，當天上午約10時，一艘由香港港澳客運碼頭開出，目的港為澳門氹仔客運碼頭的噴射飛航高速客船“宇航2011”，航行至青洲水道2號浮標以東約1海里時機房起火，船員自行將火撲滅，船上239名乘客及9名船員均無受傷[74]。
- 澳廣視珠海記者站正式開幕，座落於橫琴粵澳深度合作區橫琴鎮內；珠海記者站以橫琴為基點，面向深合區、大灣區，報道隊伍更快捷來到新聞現場，捕捉最新鮮的、最有溫度的新聞資訊[75]。

## 1月19日
- 韓國男團SEVENTEEN於奧林匹克體育中心-運動場舉行大型演唱會活動，不過遭周邊居民投訴活動噪音嚴重滋擾，有居民向環保局以及澳門電台晨間時事烽煙節目作出投訴，當局強調活動必須遵守噪音法等法律，如發現違法情況，當局將依法跟進。負責借出場地的體育局局長潘永權回應說，他們未直接收到投訴，並稱一直有提醒相關單位守法，未來租場會更嚴格去要求；主辦單位同時在報章刊登「溫馨通知」廣告，指演唱會將於20及21日每晚6至9時舉行，他們會按法例規範去綵排和演出，期間「可能會造成一定程度的聲浪」，為附近居民帶來不便，敬請社會各界及市民支持和諒解，又稱與澳門一起攜手共建「演藝之都」，為澳門的文化藝術發展注入新的活力[76]。
- 韓國男團SEVENTEEN演唱會“撞正”於演出場地旁邊的澳門奧林匹克游泳館舉行的澳門學界游泳比賽首日賽事，教育及青年發展局於該晚近深夜宣佈增設一條免費接駁巴士路線往返比賽場館至氹仔中央公園（澳門大學附屬應用學校校門前），於當天中午12時至晚上8時半服務，每15分鐘一班，並呼籲參賽學生和陪同人乘搭並預留時間往返比賽場地[77]。
- 一名的士司機在半年內合共遭遇十三宗交通意外，且意外經過和成因相似，引起警方懷疑，交通廳經進一步調查，有跡象顯示該名士司機故意造成意外騙取賠償，以涉嫌詐騙罪將其拘控[78]。
- 奥林匹克游泳館圓形地行車天橋西南匝道橋開通[79][80]。
- 澳門2023年度勳章、獎章和獎狀的頒授儀式於澳門文化中心舉行[81][82]。
- 據廣東省政府橫琴辦發佈的《澳門機動車入出橫琴粵澳深度合作區管理辦法》徵求意見公告，澳門機動車所有人可同時申請辦理橫琴島內及出島入粵行駛手續，已辦理進出橫琴島內手續者也可另行申請辦理出島入粵行駛手續，在深合區學習、就業、創業、生活的澳門機動車所有人可獲優先審批[83]。

## 1月20日
- 澳門賽馬會與澳門特區政府簽署解除《經營賽馬專營批給合同》後首個賽事日，共安排八場賽事，不少港澳馬迷專程入場觀看比賽，場內出現少見的熱鬧。不少馬迷感到可惜[84]。
- 韓國男團SEVENTEEN於奧林匹克體育中心-運動場舉行大型演唱會活動首日，官也街及澳門運動場一帶場面虛堪，在演唱會結束後警方一度對實施交通管制，多名警員在場維持秩序，並安排專車接送觀眾。不少餐飲食肆、超市商店受演唱會影響帶動生意上升，但有鄰近演出場地的民宅居民指演唱會導致交通出行不便，亦有居民只好離家暫避[85]。多名居民和社會人士分別建議戶外演出應遠離民居場地並減低影響，其中澳門立法會直選議員梁孫旭建議當局及主辦方吸收經驗，不斷改善分流人潮和交通等各方面措施，預防意外事件發生，同時建議行大型演藝體育活動如選址在澳門蛋舉行，遠離民居減少居民日常生活上的影響，有利助推「演藝之都」的正面發展[86]。社會綜合研究學會會長葛萬金認為，演唱會有助社區經濟及旅遊業發展，值得鼓勵，但批評體育局批出場地「鬼鬼祟祟」，未事先和居民公布細節，也未評估一系列措施會給民生區帶來何種影響，甚至為配合演唱會舉行漠視居民權益，影響居民出行及休息[87]。
- 中央廣播電視總台央視綜合頻道新春特別節目《龍騰虎躍·中國年味》於澳門開機，之後將走進成都、張家口蔚縣、重慶酉陽取景，深挖各地春節年味。四期節目分別在小年、除夕及春節期間CCTV-1央視綜合頻道播出饗公眾[88]。
- 治安警察局公佈2023年交通數據，共錄得701,056萬宗違反《道路交通法》或規章，較2021年增加22.9%，罰款額同比上升38.4%。行人違規亂過馬路共檢控4,705宗，按年大增近4.15倍；在1月8日至14日期間，治安警在全澳各區開展監察及打擊行人違規行動，共檢控459宗行人違規個案[89]。
- 單日內發生3宗自殺及自殺未遂事件，其中包括兩宗危坐企跳事件，其中一名61歲女子於當天下午在氹仔馬場對面的一座大廈從高處墮下，送院時無呼吸心跳，搶救後宣告死亡；另外於當天上午9時許，一名男子危坐馬場北大馬路某廈天台圍牆，導致馬場北大馬路前往關閘方向的交通大受影響，直至中午才宣告平息[90]。當天上午一名外籍家傭在氹仔大連街住所房間吊頸自殺，被其家人發現後送院搶救無效死亡[91]。

## 1月21日
- 澳門立法會近日終對外釋出《道路交通法》修法案文本，當中就新引入的扣分制，當局建議不遵守執法人員命令或法規另定的禁止標誌扣一分。另增設適用「頂包」扣分的「袒護駕駛員罪」，雙方可處最高一年監禁或一百二十日罰金，但若與駕駛員為配偶等關係則可減輕，甚或免罰[92]。在行人過路方面則提出增加行人在過馬路時禁止使用電話等，但免提通話除外，違者罰款三百元；在駕駛員方面也擴大禁止使用流動電話的規定，至包括其他電信工具及影視設備，但僅提供行車輔助者除外，另用免提功能通話不限，建議提升罰款至900元：法案也增訂對輪椅及其他類似的行動輔助設備的規範，重申輪椅通行等同行人通行，並明確禁止非行動不便人士使用機動輪椅及其他類似的行動輔助設備；應正確使用，不應對第三人構成危險、不可載多於一人。違反相關規定罰款600元。新法也訂明，禁止機動腳踏車（即電動單車）、平衡車、滑板、滑板車或其他類似的機動或非機動通行工具在公共道路上通行，除非有明示許可的。違者罰款600元[93]。除調升處罰量刑、加入罰金刑外，也新增拒絕接受酒檢藥檢者，處罰量刑等同酒駕毒駕，不再讓人鑽刑責較輕的「違令罪」空子[94]。
- 於奧林匹克體育中心-運動場舉行的韓團演唱會終於結束，這兩天，萬人空巷的景象在運動場周邊一帶日夜出現，造就地堡街、官也街等一帶的店舖生意大增，商家笑逐顏開；另一邊廂，人多堵路、交通管制、以及多日巨大聲浪等，嚴重困擾著附近一帶民居生活，居民苦不堪言，因而引發了相關爭議[95]。離島區社諮會副召集人吳鴻祺建議政府做好檢討工作，提早發放相關訊息，加強跨部門合作，並多聆聽社會意見，及時作出優化，在經濟發展與保障居民生活中做好平衡[96]。氹仔社區發展促進會副會長林家全呼籲相關部門可從該演唱會活動中總結和汲取經驗，在提升遊客滿意度的同時，亦可從民生的角度作出考慮，在未來的大型活動中作出更妥善的安排[97]。交諮委古慶祥樂見能配合打造“演藝之都”，為中小微企帶來生機。然而同一時間在社區內有大量人群聚集以至流動，或存在釀成意外的風險[98]。

## 1月22日
- 澳門持續受強烈冬季季侯風影響，天氣出現嚴寒，地球物理氣象局發出橙色低氣提示，預料1月23日最低氣溫為5度或以下，位於青洲坊大廈的避寒中心已全日開放，教育及青年發展局及勞工事務局等多個政府部門發放提示信息呼籲市民、學生、工友等注意保暖，注意工作環境和保持室內空氣流通；衛生部門周時呼籲居民預防低溫症，注意禦寒保暖[99][100]。
- 「公共行政改革統籌委員會」撤銷[101]。
- 社會文化司司長歐陽瑜表示，於1月20日及21日在氹仔運動場舉行的韓團演唱會帶來人流，令區內中小企受惠，但也對周邊居民造成一定影響，有必要為此作出平衡。當局將召開跨部門小組會議作檢討，將來予以優化[102]。主辦方完事後再發啟事，向受影響市民文字「道歉」，同時又一併在「致謝」中自詡活動有效帶動社區綜合消費，為社區經濟注新動力[103]。
- 行政長官賀一誠宴請本地中文傳媒負責人，表示過去一年，澳門新聞界在提高居民對社會復甦的信心、吸引外界對特區發展的更大關注、建言及配合政府施政等方面，始終發揮著不可或缺的重要作用。他期望新聞界透過廣泛報道澳門回歸祖國25年的各項盛事活動，以最前線的視角，向世界展示“一國兩制”在澳門成功實踐帶來的無限活力與光明前景[104]。
- 警察總局展開“冬防行動2024”反罪惡行動。首次巡查共派出約80人在各區查車及巡查，其中於金光大道一帶帶走25人到警署作進一步調查，包括涉及非法兌換、賣淫、扒仔及逾期居留[105]。

## 1月23日
- 澳門持續受強烈冬季季侯風影響，天氣持續嚴寒，地球物理氣象局於大潭山錄得最低氣溫4.8度，全日間中有雨的濕凍天氣導致市民的寒意比實際溫度更寒，預計周末前後氣溫將逐步回升[106]。
- 警察總局於下午接到廣東省公安機關通報，一名60歲澳門居民於22日清晨在珠海駕駛一輛電動摩托車時，被一輛貨車追尾撞倒昏迷，經送院搶救無效後死亡，事故原因正由珠海當局調查中[107]。
- 粵澳警方聯合破獲一個假籌碼詐騙集團，兩地共拘捕包括骨幹的八名中國大陸男子，撿獲三十三個假籌碼，路氹一娛樂場報稱損失162萬港元，司警追緝最少一名在逃人員[108]。
- 行政長官賀一誠宴請本地葡英傳媒負責人，表示本地葡英傳媒作為海外及本地葡英社群掌握訊息的重要媒介，廣泛報導澳門特區的新動態和新發展、特區政府的對外交流活動，加強了外界對澳門特區發展的瞭解和信心，提升了澳門的知名度。他期望葡英傳媒繼續發揮語言和文化上的優勢，擔當好橋樑角色[109]。

## 1月24日
- 網傳中國大陸當局就“港澳車北上”在周末及節假日回程設限額，將要提前三天預約通關時段，每兩小時的預約限額為1,100輛，或澳車港車共享限額，並有違約處罰機制。保安司司長辦公室回覆傳媒查詢時證實，是屬於廣東省珠海市單方面在研究的初步措施，未經珠澳雙方溝通，也未有共識去實施。另外，「澳車北上」將於2月1日起簡化申請流程，毋須再上載車輛登記摺和車輛所有權登記憑證（俗稱車契），「跨境車輛資料證明」提交時序相應提前，以及增設停留天數查詢功能，從多方面改善系統及申請流程[110]。
- 澳門國際機場表示，2023年旅客量達515萬人次，航班升降超過42,500架次，整體旅客量及航班量分別恢復至2019年的54%及55%；貨運市場方面保持穩健增幅，預估收入可恢復至2019年收入的65%，並預計2024年年旅客運輸量和航班升降量上升均超過兩成、公務機升降量增長四成、貨運量則保持9%的增幅[111]。
- 地球物理氣象局錄得4.3度低溫，再創2024年入冬以來紀錄，展望未來一兩天早晚仍然寒冷，隨後數日氣溫逐漸回升[112]。
- 政府突然啟動「路環業興大馬路空中走廊建造工程」編制計劃，向5間公司詢價，有4間公司回覆；4間公司均提出在120日內完成編制，提出最高價格的是新域城市規劃暨工程顧問有限公司（276萬元）；空中走廊長度約188米，計劃設置七個落腳點，落腳點分別設於業興大廈（業興三街）、SQ1地段、SL地段、CN2c-2地段、九澳高頂馬路南側及石排灣水塘行人路[113]。
- 澳門金融管理局頒佈經修訂的《粵港澳大灣區“跨境理財通”業務試點實施細則》，除了澳門銀行可開展“跨境理財通”業務外，獲許可在澳門提供證券服務的金融機構（“證券公司”），亦可按照《實施細則》的規定開展“跨境理財通”業務[114]。
- 蔬菜、肉類或漁獲零售場所登記制度於2月1日起生效，於2023年12月31日持有效准照的場所視為已完成登記，毋須重新登記，簡化過往須辦理的行政手續[115]。

## 1月25日
- 配合《修改飲食及飲料場所發牌程序》行政法規生效，於2023年1月的「商社通」由當天起正式推出全程電子化的新一站式飲食及飲料場所發牌申請服務，全部相關政府部門透過平台聯合審批，提升發牌效率，改善營商環境，助推高質量發展。行政公職局透露未來增加包括由教育及青年發展局發牌的補習社，以及藥物監督管理局發牌的藥房等申牌工作電子化[116]。
- 「澳門城市藝穗節」節目之一《造美之城》遭文化局叫停下架引發爭議，局長梁惠敏表示，取消原因是演出內容有別於當局甄選時的理解，對方亦沒有作出當局要求的調整、改善。相關節目的監製表示，提交申請時沒有刻意隱瞞、規避，不符文化局預期是對方的主觀判斷[117]。
- 澳門特區政府提出在路環以南海域使用建築廢物堆填「生態島」。香港海豚保育學會表示，澳門水域是中華白海豚重要棲息地，不要在海豚棲息地棄置建築廢料；網絡也出現「請停止路環南部填海計劃，增加海洋保護區範圍」的聯署[118][119]。
- 澳門海關連日搗破北區一帶水貨黑點，先於早上於關閘口岸離境大堂截獲一名女水客，順藤摸瓜搗破一個關閘附近的水貨散貨點，起出價值約八十萬澳門元的乾魚翅[120]。先前於1月24日聯同藥物監督管理局前往關閘一帶對多間場所展開聯合行動，發現兩間場所涉嫌從事水客散貨活動，涉嫌非法進口及未獲藥物監督管理局發給准照下違規供應藥物[121]。

## 1月26日
- 氹仔運動場大型演唱會後繼續引起相關爭議，網上流傳一張完事後運動場真草地一片狼藉、滿目瘡痍的相片在網上廣傳，再掀爭議。體育局回應稱，修復工作和費用由用場單位負責，唯完成修復預料是在農曆新年後的同年2月下旬前，並指對其他用場活動影響不大[122]。治安警察局另於同日通報有五名中國大陸男子於網上出售盜竊所得的相關演唱會VIP門票及手帶，在會場外交收時，被現場執勤的警員發現，調查後先後將五男拘捕[123]。
- 「澳門城市藝穗節」節目之一《造美之城》遭文化局叫停下架繼而引發爭議，團體澳門彩虹指當局做法顯然是開倒車，並擔憂這帶頭向社會釋出不接受「男穿女裝」等訊息，不利社會包容和文創演藝多元發展[124]。
- 公共建設局披露澳門輕軌石排灣線及橫琴線列車操作服務以680萬元價格直判予澳門輕軌股份有限公司負責，期限由1月1日至9月30日，為期9個月[125]。
- 統計暨普查局就業調查結果顯示，2023年10月至12月總體失業率為2.3%，本地居民失業率為2.9%，就業不足率為1.4%，三項指標均與上一期（2023年9月至11月）持平[126]。
- 新濠影匯宣佈DON DON DONKI澳門第二店於2月2日盛大開業，佔地超過30000平方呎，店內開設了「安田精米第一號店」，首次引進精磨機，並將於第二階段提供新鮮即磨的北海道產七星米，此外，店內還將設有澳門首家「鮮選壽司」，為休閒食客與美食愛好者提供獨特的日式餐飲體驗[127]。
- 澳娛綜合宣佈為答謝團隊成員的努力和貢獻，將於2024年4月1日起為所有合資格的團隊成員調升薪酬，99.5%員工受惠。凡於2024年1月1日前加入澳娛綜合的合資格員工，月薪為16000澳門元或以下的員工，將獲加薪600澳門元，而月薪高於16000澳門元的員工，將獲加薪2.5%[128]。

## 1月28日
- 澳門威尼斯人酒店在當天上午發生搶劫案，消息指一名中國大陸籍男子持餐刀搶走店內一批現金，逃跑期間被保安員擒獲。治安警察局在疑匪身上搜出作案的餐刀，又在他的隨身袋內發現逾一百萬元現金，珠寶店有待點算實際損失，事件造成一名35歲珠寶店男職員受輕傷送院[129]。
- 澳門特區政府提出初步擬定於路環島黑沙海灘南端興建“生態島”引發港澳兩地環保團體抗議和關注，認為興建會令該海域的生態環境受到不可逆破壞，導致利用該海域的中華白海豚族群受到嚴重打擊[130]。環保局局長譚偉文日前表示，有研究顯示未來堆填建築廢料的「生態島」位置並非中華白海豚經常出沒的地方；其研究報告引起質疑「生態島」附近的海豚分布資料仍被隱藏，因此本地環保團體要求當局公開關於中華白海豚的完整報告[131]。

## 1月29日
- 環保局宣佈鑑於近年國際天然氣市場價格仍在高位徘徊，但由於人民幣兌澳門元匯率的變化，故供澳天然氣的採購成本有所降低。因此，特區政府根據《天然氣批發供應公共服務批給公證合同》附件四第二條第七款的規定，透過第16/2024號行政長官批示對天然氣售氣價格作相應調整，並由即日起實施。四個客戶組別的天然氣售氣價格將分別下調約3.4%至5.6%[132]。
- 衛生局公佈2023年最新澳門自殺死亡監測結果，顯示澳門全年累計自殺死亡個案不減反增，共錄得88宗，較疫下三年自殺死亡最多的2022年多一成，年齡介乎14至92歲，當中澳門居民佔八成四[133]。

## 1月30日
- 下午3時許，新口岸仙德麗街永利澳門酒店對開發生一宗致命車禍，一輛重型電單車沿酒店內小路駛出仙德麗街交匯處時，與仙德麗街行駛中一輛解款車發生碰撞，年約20多歲的電單車女司機重傷昏迷，送院搶救後證實不治，警方對事件跟進調查[134]。
- 拱北海關於拱北口岸搗破三宗利用“花式”手段藏匿走私茅台酒入境案，三名中國大陸男女分別以奶粉罐、保溫壺以及用食品袋包裹掩飾走私，最終被關員截獲[135]。
- 司警公佈2023年電訊詐騙及網絡犯罪維持遞增趨勢，且多於疫情前，其中電話詐騙案按年大幅上升2.6倍。面對嚴峻的反詐形勢，該局計劃在主流通訊軟件設立反詐應用平台，進一步利用科技提升反詐成效[136]。該局開立各類案卷宗12390宗，按年增加43.9%，較疫情前的2019年則減少20.5%；其中，專案調查及檢舉有6804宗，按年上升52.2%，也較2019年上升7.1%。全年該局完成案卷10480宗，將2516人移送司法機關處理[137]。
- 市政署表示提督街市（紅街市）整治工程按工期竣工，冀於第二季重開，並提及有部份攤販改變初衷放棄再經營，故未來會再對相關空置檔位開標[138]。另外公布2023年度公共街市攤位元公開競投程式之最後結果，當中包括雀仔園街市及沙梨頭街市二樓美食廣場合共十五個攤位，甄選排序名單已張貼於本澳各公共街市及刊載於市政署網頁[139]。
- 路環石排灣公屋群內於凌晨發生一宗懷疑縱火燒車案，一輛停泊路邊的電單車燒剩支架，波及附近另外六輛電單車，消防檢查認為有可疑，司警據報五小時後於居所內拘捕一名28歲無業的涉案男子，初步相信他於電單車取打火機點煙後，未有理會打火機未熄滅放回車內離去引致[140]。

## 1月31日
- 房屋局於當天晚上一次過公布三期新城A區經濟房屋申請的單位平均價格，趕及免讓行政長官賀一誠最遲一月公布訂價的承諾「走數」。其中「2021年及2023年經濟房屋申請之單位售價」以建築面積計的平均呎價為2,430澳門元，「2019年經濟房屋申請之單位售價」平均呎價約3,300元，其中由2023年經屋申請起經屋永遠姓「經」，不具投資屬性，購買經屋後只可按原購入價售回給該局[141]。
- 經中華人民共和國海關總署批准，即日屠宰即日銷售的“生鮮雞”將在2月2日首發供澳。為讓“生鮮雞”出廠後於1.5小時內運抵本澳上市，粵澳雙方協調快速通關及優先檢驗檢疫流程。為方便消費者識別，供澳“生鮮雞”須佩有標示屠宰日期的鼻環，外包裝上亦須印有產品資訊、屠宰日期及時間等。市政署已制定《零售生鮮雞的衛生指引》，和業界舉行講解會，介紹“生鮮雞”的運輸、貯存、展示及售賣等各環節食品衛生要求[142]。
- 社保基金宣布，原常居在澳的本地居民自2023年3月1日起往橫琴粵澳深度合作區學習、就業、創業、生活等情況的期間，也被視為身處澳門，即算入法定要求的居澳183裡，但仍須向基金提聲明異議申請[143]。
- 交通事務局宣佈兩條分別位於新城A區及氹仔的新闢道路於2月4日起開通，其中新城A區西側道路是由珠澳口岸人工島經濠江圓形地進出新城A區及澳門半島的車輛的必經道路，而馬萬祺博士大馬路因配合共同管道及道路施工創造條件改為單向雙線行車。至於鄰近氹仔蓮花海濱大馬路近銆海灣通往東亞運大馬路的新建道路亦已完成工程驗收，於當天起正式對外開通使用[144]。
- 澳門威尼斯人西翼大堂於1月28日發生珠寶店劫案，警方公佈案情詳細，被捕男子持中國大陸護照，報稱無業。其被捕後供稱，因賭博輸光，故持刀行劫珠寶店，又指事前飲了大量酒精飲品。警方調查後以搶劫罪將疑犯移送檢察院偵辦[145]。